# Pentaloncha
Pentaloncha là một chi thực vật có hoa trong họ Thiến thảo (Rubiaceae).

## Loài
Chi Pentaloncha gồm các loài: